# 24 de outubro
24 de outubro é o 297.º dia do ano no calendário gregoriano (298.º em anos bissextos). Faltam 68 dias para acabar o ano.

## Eventos históricos

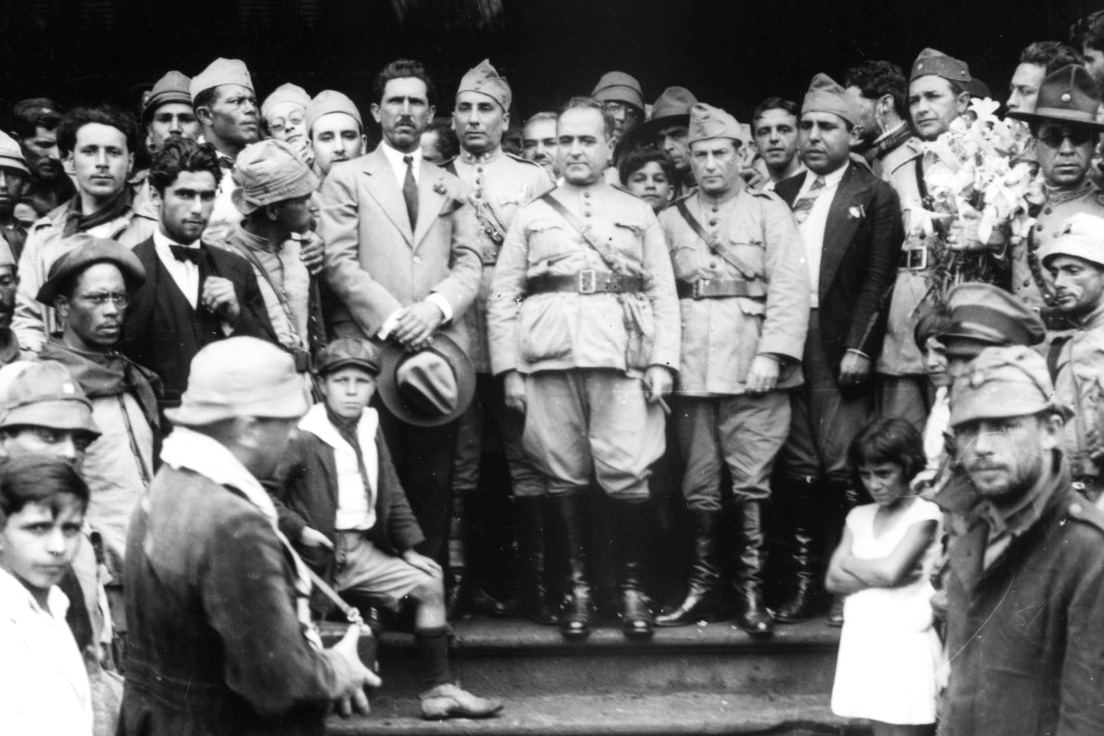
1930: Revolução de 1930 no Brasil

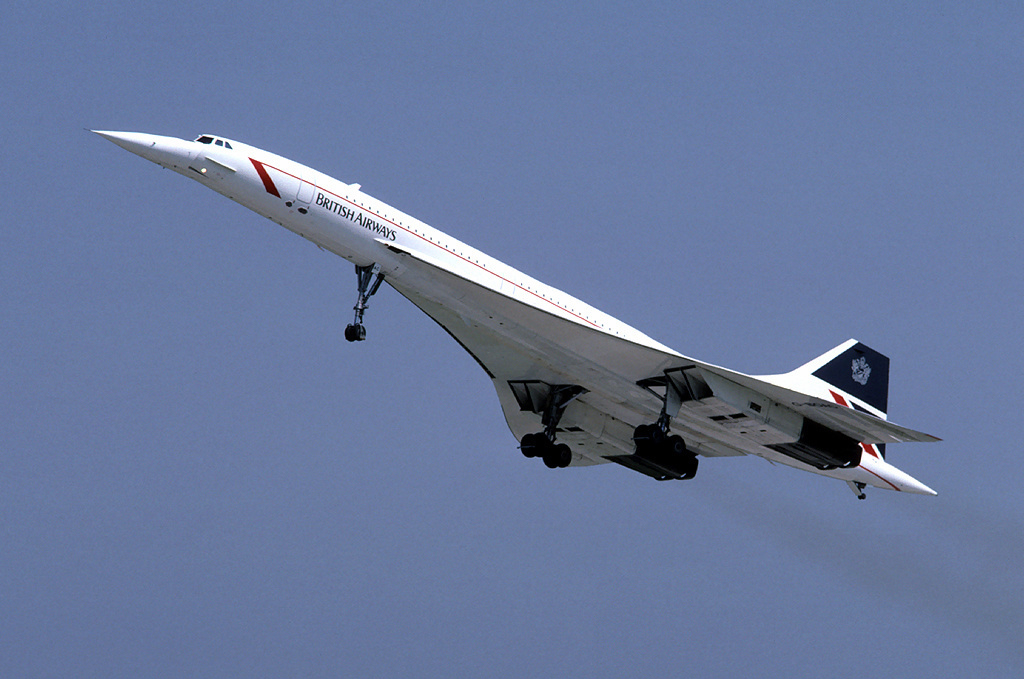
2003: Concorde faz seu último voo comercial

- 1147 — Conquista de Lisboa aos mouros.
- 1260 — A Catedral de Chartres foi consagrada na presença do rei Luís IX da França.
- 1360 — Guerra dos Cem Anos: ratificação do Tratado de Brétigny por Eduardo III de Inglaterra e João II de França.
- 1596 — A segunda armada espanhola zarpa para atacar a Inglaterra, mas é esmagada por tempestades no Cabo Finisterra, forçando uma retirada.
- 1648 — São assinados os Tratados de Münster e Osnabrück decretando o fim da Guerra dos Trinta Anos.
- 1669 — Fundação do Forte de São José da Barra do Rio Negro, pelos portugueses, que mais tarde se tornaria a cidade de Manaus.
- 1795 — A República das Duas Nações é dividida entre o Reino da Prússia, o Império Austríaco e o Império Russo.
- 1812 — Guerras Napoleônicas: a Batalha de Maloyaroslavets ocorre nas proximidades de Moscou.
- 1851 — William Lassell descobre as luas Umbriel e Ariel orbitando Urano.
- 1857 — Criação das Escolas de Aprendizes-Marinheiros de Santa Catarina e de Pernambuco.
- 1857 — É fundado na Inglaterra o Sheffield Football Club, o primeiro clube de futebol do mundo
- 1901 — Annie Edson Taylor se torna a primeira pessoa a atravessar as Cataratas do Niágara em um barril.
- 1911 — Orville Wright permanece no ar por nove minutos e 45 segundos em um planador em Kill Devil Hills, Carolina do Norte.
- 1902 — O vulcão Santa Maria da Guatemala começa a entrar em erupção, tornando-se a terceira maior erupção do século XX.
- 1912 — Primeira Guerra dos Balcãs: a Batalha de Kumanovo termina com a vitória da Sérvia contra o Império Otomano.
- 1917 — Primeira Guerra Mundial: a Itália sofre uma derrota desastrosa na frente austro-italiana.
- 1926 — A última apresentação de Harry Houdini acontece no Garrick Theatre, em Detroit.
- 1929
  - Quinta-Feira Negra: o crash da Bolsa de Valores de Nova Iorque dá início a mais devastadora crise econômica da história financeira internacional.
  - Fundação do Museu de Arte Moderna de Nova Iorque.
  - Terceira Convenção de Genebra.
- 1930 — Revolução de 1930: Um golpe de Estado, depõe o presidente Washington Luís, no Brasil, encerra a Primeira República, substituindo-a pela Era Vargas.
- 1931 — A Ponte George Washington é aberta ao tráfego público sobre o rio Hudson.
- 1933 — Fundação da cidade de Goiânia, capital de Goiás.
- 1944 — Segunda Guerra Mundial: a força central do Japão é repelida temporariamente na Batalha do Golfo de Leyte.
- 1945 — Entra em vigor a Carta das Nações Unidas. São admitidos como Estados-Membros da ONU:

Arábia Saudita, Argentina, Bielorrússia (na época integrante da  União Soviética), Brasil, Chile, China, Cuba, Dinamarca, República Dominicana, Egito, El Salvador, Estados Unidos da América, França, Haiti, Irã, Líbano, Luxemburgo, Nova Zelândia, Nicarágua, Paraguai, Filipinas, Polônia, Reino Unido, Síria, Turquia, Ucrânia (na época integrante da União Soviética), União Soviética (seu lugar hoje é ocupado pela Rússia)
- 1946 — Uma câmera a bordo do foguete V-2 No. 13 tira a primeira fotografia da Terra do espaço sideral.
- 1947 — O famoso empresário Walt Disney testemunha perante o Comitê de Atividades Antiamericanas da Câmara, nomeando funcionários da Disney que ele acredita serem comunistas.
- 1949 — Lançada a pedra angular da Sede da Organização das Nações Unidas.
- 1957 — A Força Aérea dos Estados Unidos inicia o programa espacial tripulado X-20 Dyna-Soar.
- 1960 — Um míssil balístico explode na plataforma de lançamento na União Soviética, matando mais de 100 pessoas.
- 1962 — O foguete soviético Sputnik 22 é lançado com destino a Marte.
- 1963 — Um vazamento de oxigênio de um míssil R-9 Desna no Cosmódromo de Baikonur desencadeia um incêndio que mata sete pessoas.
- 1964 — Rodésia do Norte ganha independência do Reino Unido e se torna Zâmbia.
- 1973 — Encerra-se a Guerra do Yom Kipur.
- 1975 — Na Islândia, 90% das mulheres participam de uma greve nacional, recusando-se a trabalhar em protesto contra a desigualdade de gênero.
- 1980 — O governo da Polônia legaliza o sindicato Solidariedade.
- 1990 — O primeiro-ministro italiano Giulio Andreotti revela ao parlamento italiano a existência da Gladio, a força italiana da OTAN formada em 1956, que deveria ser ativada no caso de uma invasão do Pacto de Varsóvia.
- 1998 — É lançado o Deep Space 1 para explorar o cinturão de asteroides e testar novas tecnologias de espaçonaves.
- 2001 — Criação no Brasil da RENER (Rede Nacional de Emergência de Radioamadores).
- 2002 — A polícia prende os assassinos John Allen Muhammad e Lee Boyd Malvo, pondo fim aos ataques de atiradores de elite na área em torno de Washington, D.C.
- 2003 — Concorde faz seu último voo comercial.
- 2005 — O furacão Wilma atinge a Flórida, resultando em 35 mortes diretas e 26 indiretas e causando US$ 20,6 bilhões em danos.
- 2007 — O Chang'e 1, o primeiro satélite do Programa de Exploração Lunar da China, é lançado a partir do Centro Espacial de Xichang.
- 2008 — "Sexta-feira negra" viu muitas bolsas de valores do mundo sofrerem os piores declínios de sua história, com quedas de cerca de 10% na maioria dos índices.
- 2011 — Inaugurada a Ponte Jornalista Phelippe Daou atravessando o Rio Negro, no estado do Amazonas, Brasil.
- 2014 — A Administração Espacial Nacional da China lança uma missão lunar experimental, Chang'e 5-T1, que passará por trás da Lua e retornará à Terra.
- 2019 — Evo Morales é reeleito presidente da Bolívia em meio a violentos protestos e acusações de fraude eleitoral.[1][2]

## Nascimentos

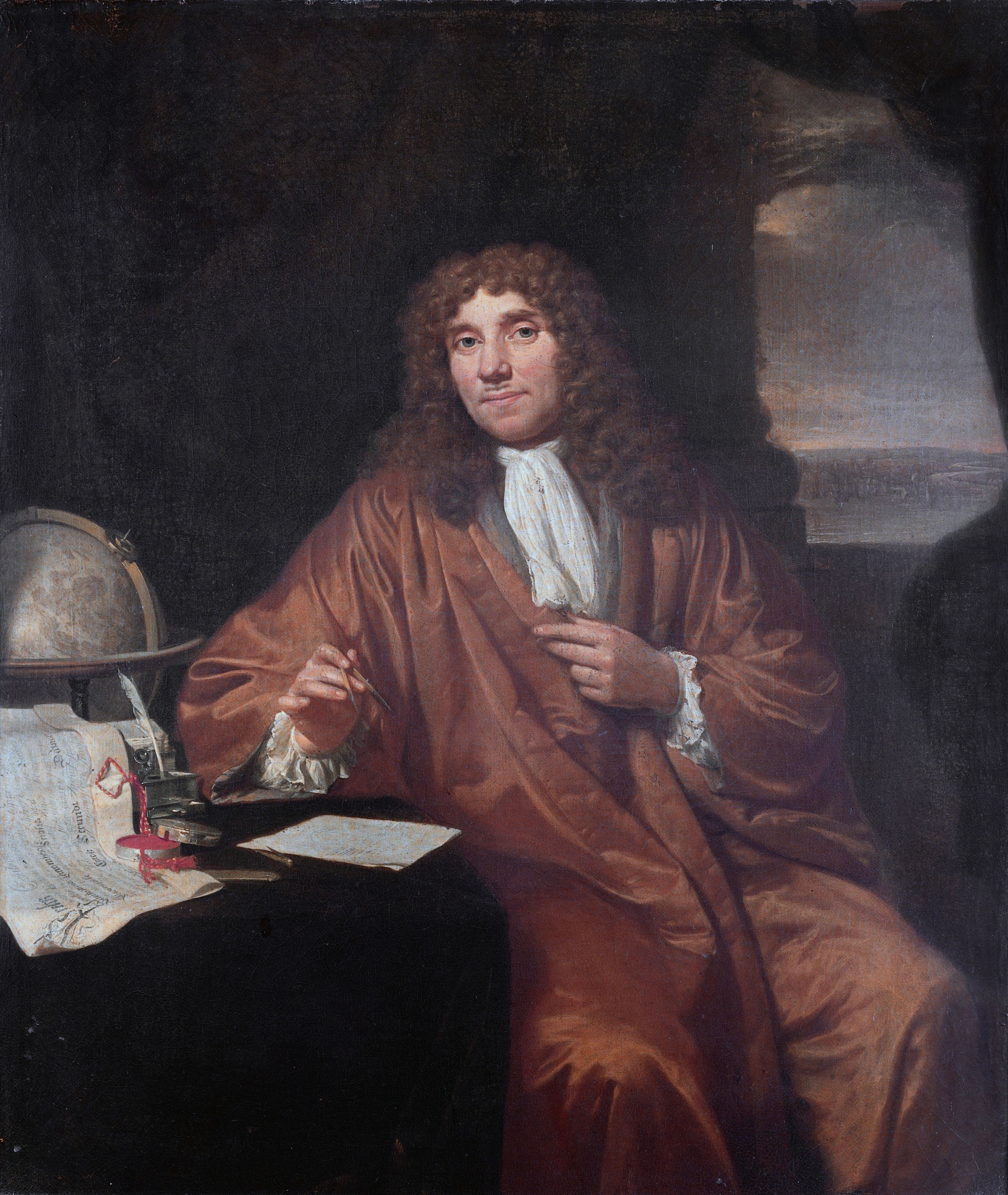
Anton van Leeuwenhoek

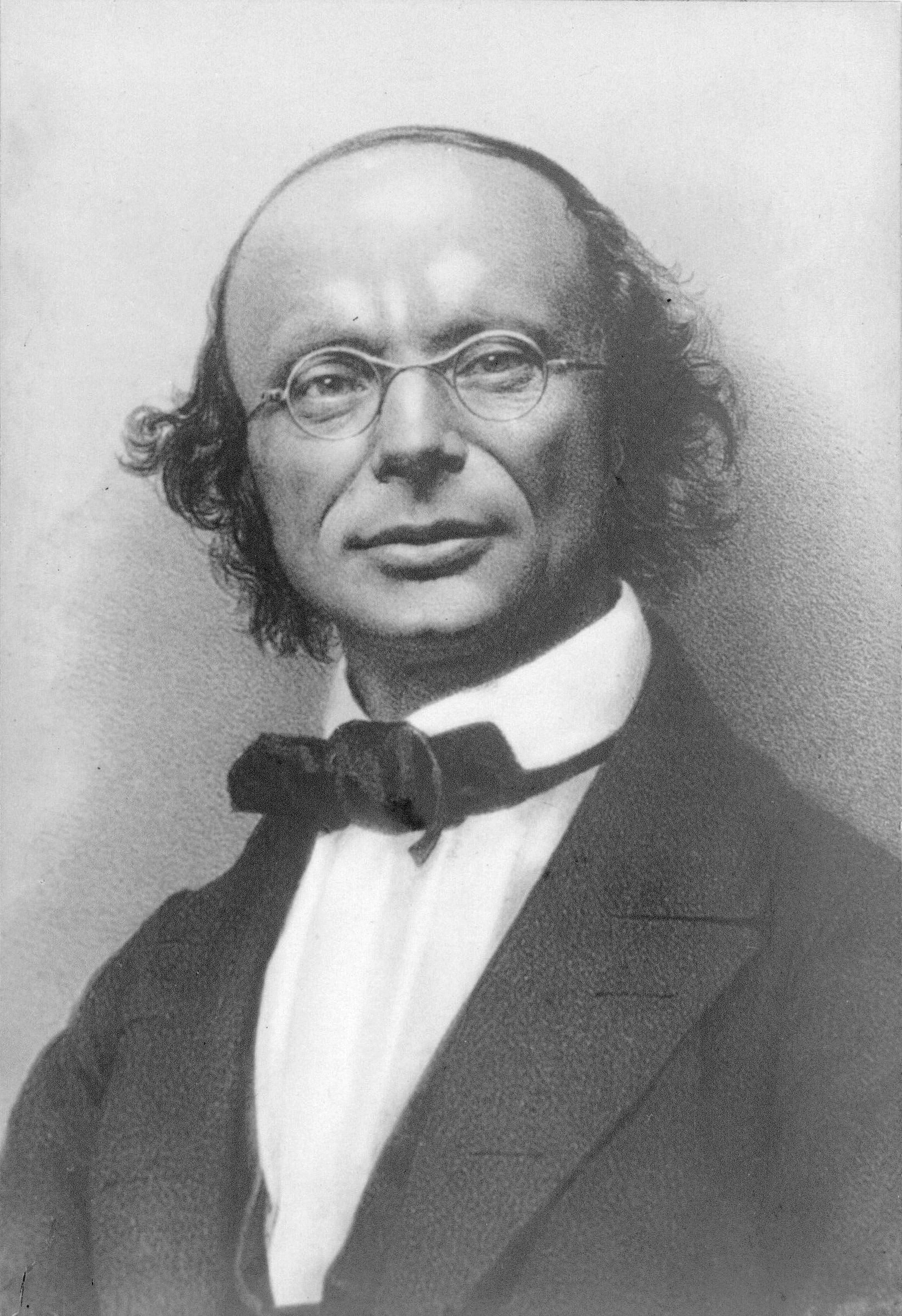
Wilhelm Eduard Weber

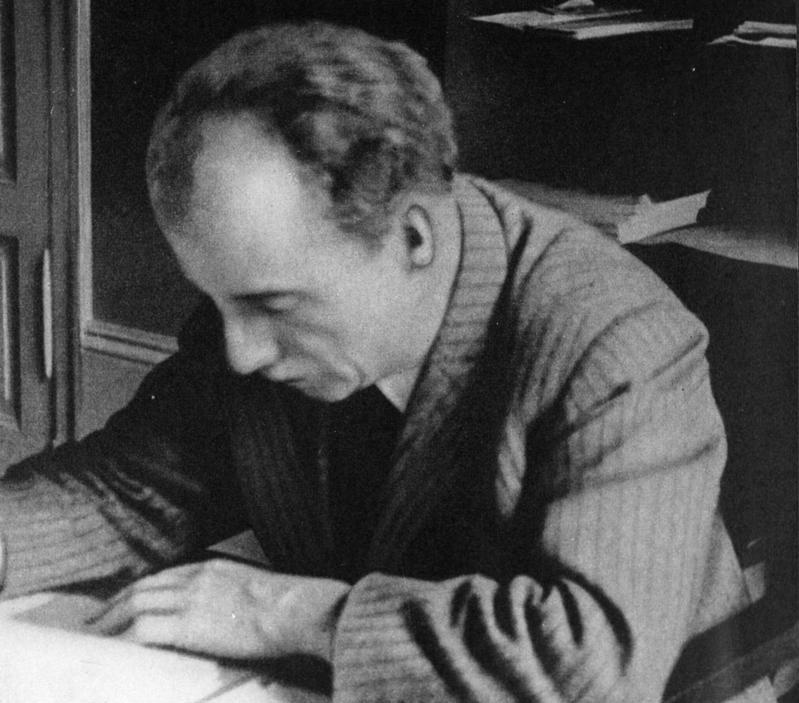
Kurt Huber

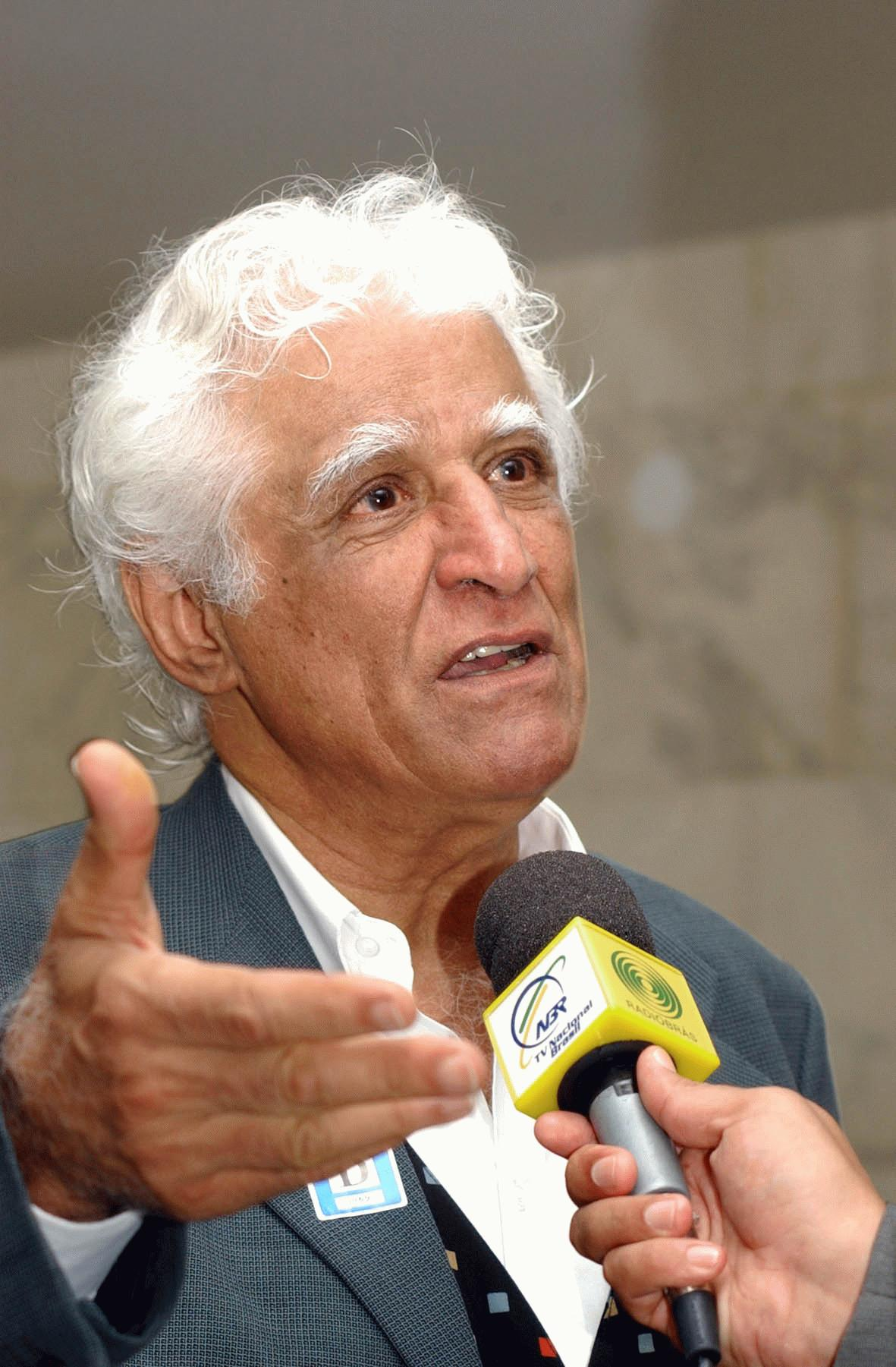
Ziraldo

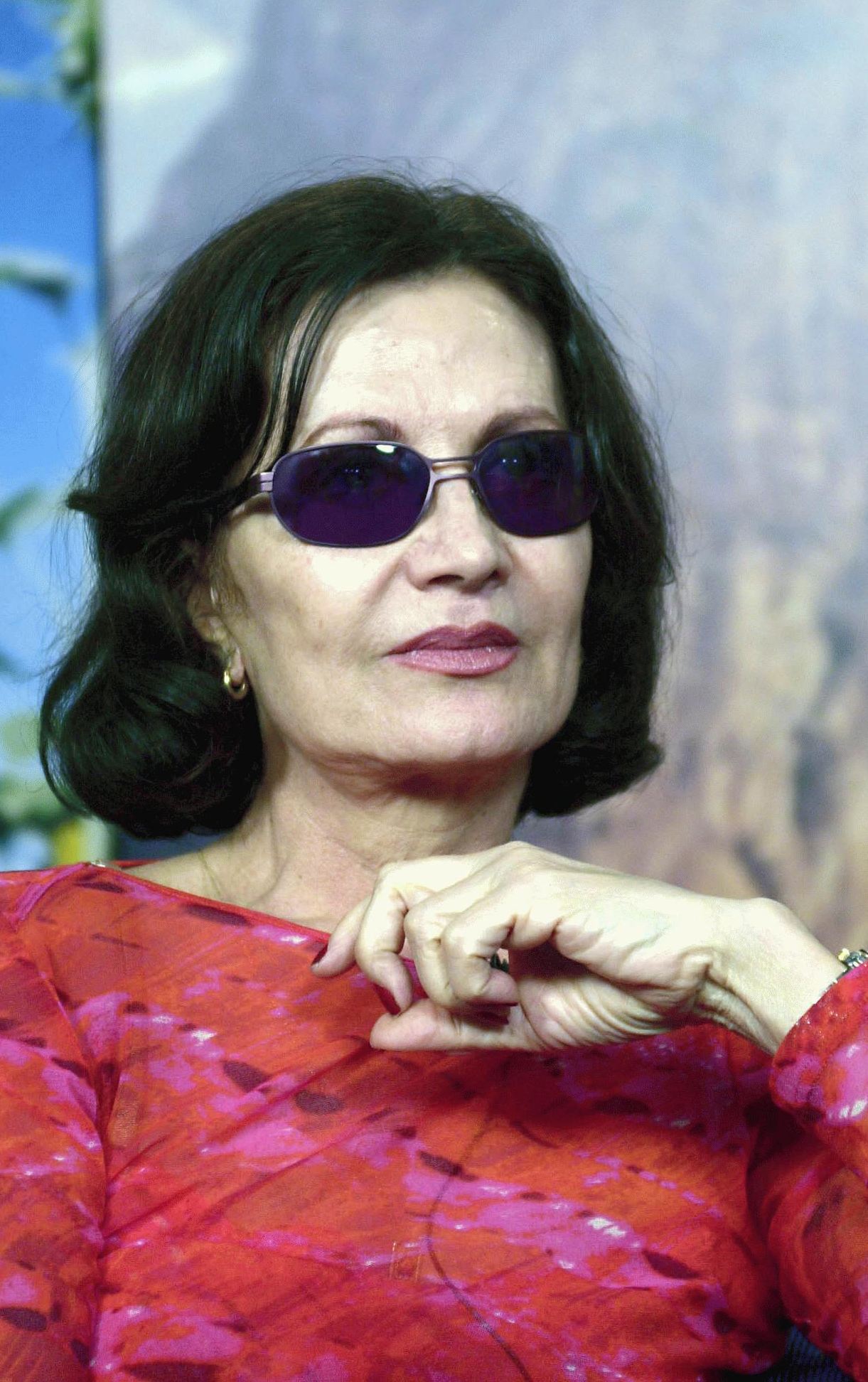
Rosamaria Murtinho

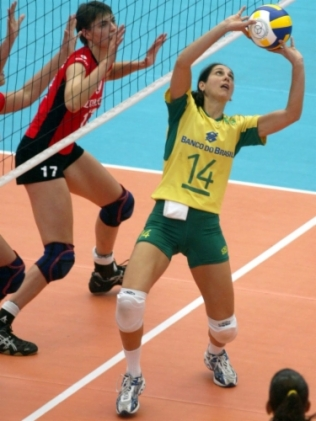
Fernanda Venturini

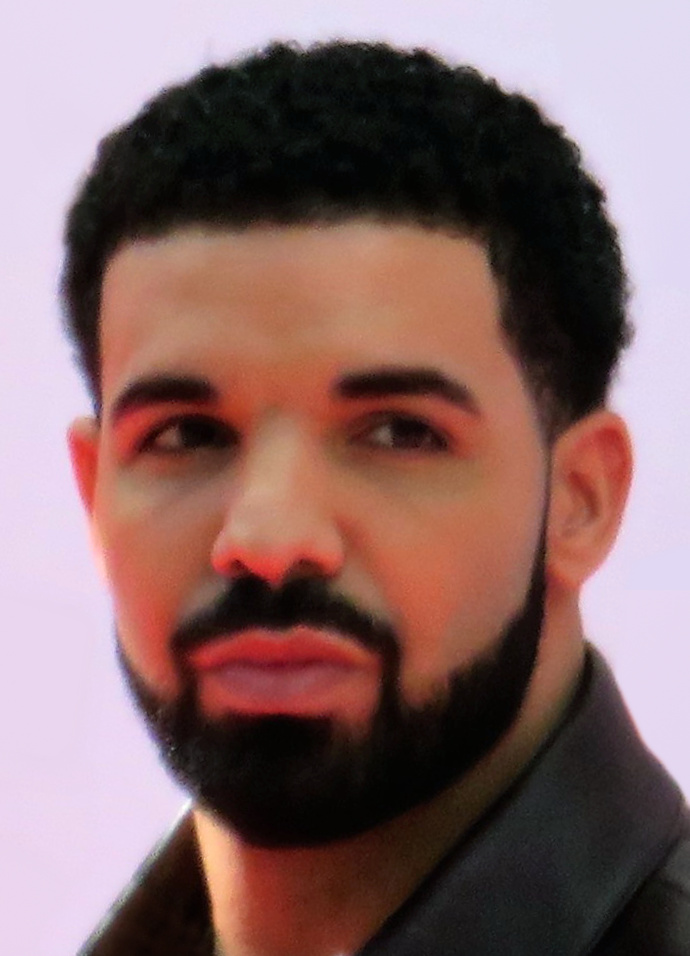
Drake

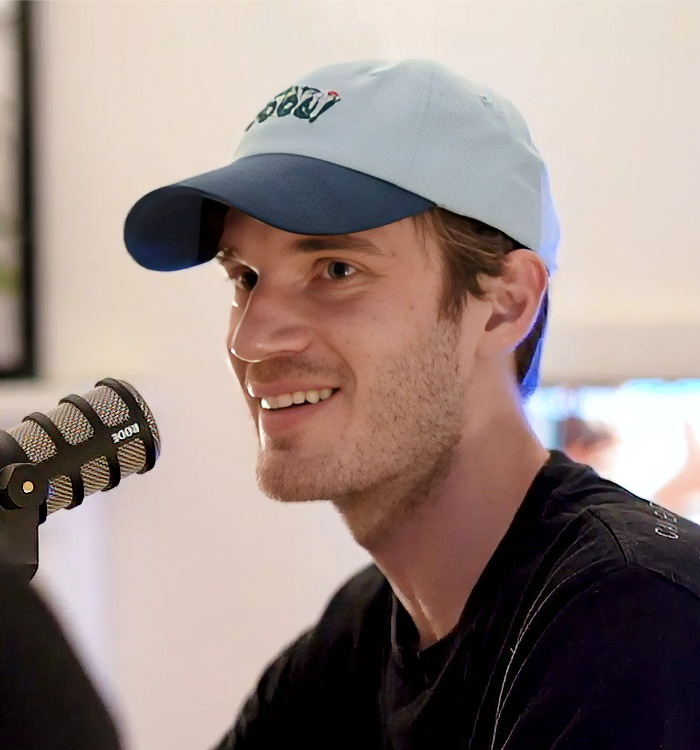
PewDiePie

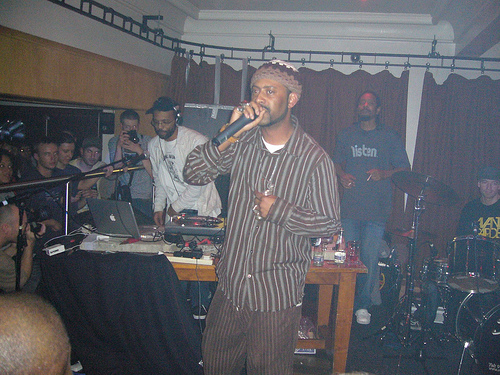
Madlib

### Anteriores ao século XIX
- 0051 — Domiciano, Imperador Romano (m. 96).
- 1378 — Davi Stuart, Duque de Rothesay (m. 1402).
- 1503 — Isabel de Portugal, imperatriz do Sacro Império Romano-Germânico (m. 1539).
- 1561 — Anthony Babington, conspirador inglês (m. 1586)
- 1632 — Anton van Leeuwenhoek, microbiologista neerlandês (m. 1723).
- 1637 — Lorenzo Magalotti, filósofo italiano (m. 1712).
- 1682 — William Aikman, pintor britânico (m. 1731).
- 1708 — Maria Henriqueta de La Tour de Auvérnia (m. 1728).
- 1739 — Ana Amália de Brunsvique-Volfembutel (m. 1807).
- 1764 — Dorothea Veit, escritora alemã (m. 1839).
- 1775 — Bahadur II, imperador mogol indiano (m. 1862).
- 1788
  - Sarah Hale, poetisa estadunidense (m. 1879).
  - Rafael Urdaneta, político e militar venezuelano (m. 1845).
- 1789 — Michel Félix Dunal, botânico e micologista francês (m. 1856)

### Século XIX
- 1804
  - Wilhelm Eduard Weber, físico alemão (m. 1891).
  - Luísa Carlota de Bourbon-Duas Sicílias (m. 1844).
- 1811 — Ferdinand Hiller, compositor alemão (m. 1885).
- 1814 — José Rafael Carrera Turcios, político e militar guatemalteco (m. 1865).
- 1820 — Eugène Fromentin, pintor e escritor francês (m. 1876).
- 1829 — Maurício de Saxe-Altemburgo (m. 1907).
- 1836 — Ramalho Ortigão, escritor e polemista português (m. 1915).
- 1844 — Karl Lueger, político austríaco (m. 1910).
- 1855 — James S. Sherman, político estadunidense (m. 1912).
- 1868 — Alexandra David-Néel, exploradora e escritora francesa (m. 1969).
- 1876 — Josep Irla, político espanhol (m. 1958).
- 1882 — Emmerich Kálmán, compositor húngaro (m. 1953).
- 1883 — Albert Châtelet, político e matemático francês (m. 1960).
- 1886 — Delmira Agustini, poetisa uruguaia (m. 1914).
- 1887
  - Vitória Eugénia de Battenberg, rainha-consorte da Espanha (m. 1969).
  - Octave Lapize, ciclista francês (m. 1917).
- 1891
  - Rafael Leónidas Trujillo, militar e político dominicano (m. 1961).
  - Rafael Hernández Marín, músico porto-riquenho (m. 1965).
- 1893 — Kurt Huber, musicólogo, pesquisador de canções folclóricas e psicólogo alemão (m. 1943).
- 1895 — Pedro, Duque de Valentinois (m. 1964).
- 1898 — Peng Dehuai, militar e político chinês (m. 1974).
- 1899 — Ferhat Abbas, político argelino (m. 1985).

### Século XX

#### 1901—1950
- 1903
  - Melvin Purvis, militar estadunidense (m. 1960).
  - Raymond Flacher, esgrimista francês (m. 1969).
- 1904 — Moss Hart, dramaturgo e diretor teatral norte-americano (m. 1961).
- 1905 — Pierre Frank, líder trotskista francês (m. 1984).
- 1906 — Alexander Gelfond, matemático russo (m. 1968).
- 1908 — Titus Burckhardt, filósofo suíço (m. 1984).
- 1911
  - Paul Grégoire, cardeal canadense (m. 1993).
  - Manuel Joaquim Martins, pintor, ilustrador, escultor e ourives brasileiro (m. 1979).
- 1912 — Silviu Bindea, futebolista romeno (m. 1992).
- 1913 — Tito Gobbi, barítono italiano (m. 1984).
- 1914
  - František Čapek, canoísta tcheco (m. 2008).
  - Gonçalo de Espanha (m. 1934).
  - Dov Yermiya, militar e ativista político israelense (m. 2016).
- 1915 — Bob Kane, cartunista estadunidense (m. 1998).
- 1920
  - Marcel-Paul Schützenberger, matemático francês (m. 1996).
  - Robert-Joseph Coffy, cardeal francês (m. 1995).
- 1921
  - Ted Ditchburn, futebolista britânico (m. 2005).
  - Georgina de Wilczek, princesa consorte austríaca (m. 1989).
- 1923 — Denise Levertov, poetista e escritora britânica (m. 1997).
- 1924
  - Aziz Ab'Saber, geógrafo brasileiro (m. 2012).
  - George Amick, automobilista estadunidense (m. 1959).
- 1925 — Luciano Berio, compositor italiano (m. 2003).
- 1927
  - Jean-Claude Pascal, cantor e ator francês (m. 1992).
  - Gilbert Bécaud, cantor, compositor e ator francês (m. 2001).
- 1928 — Gabriel Laub, jornalista e escritor tcheco (m. 1998).
- 1930
  - The Big Bopper, músico estadunidense (m. 1959).
  - Rafael Souto, ex-futebolista uruguaio.
- 1931 — Robert Mundell, economista canadense (m. 2021).
- 1932
  - Rosamaria Murtinho, atriz brasileira.
  - Ziraldo, quadrinista, chargista e escritor brasileiro (m. 2024).
  - Pierre-Gilles de Gennes, físico francês (m. 2007).
- 1934 — Fritz Briel, canoísta alemão (m. 2017).
- 1936
  - Bill Wyman, músico britânico.
  - Oswaldo de Camargo, escritor, crítico literário e historiador brasileiro.
  - David Nelson, ator, diretor e produtor de cinema estadunidense (m. 2011).
- 1937 — Ladislau Biernaski, bispo brasileiro (m. 2012).
- 1939
  - Madalena Iglésias, cantora portuguesa (m. 2018).
  - F. Murray Abraham, ator estadunidense.
- 1940 — Giacomo Bulgarelli, futebolista italiano (m. 2009).
- 1941 — Ulis Williams, ex-velocista norte-americano.
- 1942 — Zygfryd Szołtysik, ex-futebolista polonês.
- 1944 — Ted Templeman, cantor, guitarrista e produtor musical estadunidense.
- 1947
  - Kevin Kline, ator estadunidense.
  - Nicolau de Liechtenstein.
- 1948
  - Doug Swift, ex-jogador profissional de futebol americano estadunidense.
  - Barry Ryan, cantor britânico.
- 1949 — Keith Rowley, político trinitário.
- 1950 — Asa Hartford, ex-futebolista e treinador de futebol britânico.

#### 1951—2000
- 1951 — Philip Candelas, matemático e físico britânico.
- 1952 — Wojciech Rudy, ex-futebolista polonês.
- 1953 — Christoph Daum, treinador de futebol alemão (m. 2024).
- 1954
  - Mike Rounds, político norte-americano.
  - Fernando Vázquez, ex-futebolista e treinador de futebol espanhol.
  - Odilon Wagner, ator brasileiro.
- 1956
  - Jeff Merkley, político estadunidense.
  - Johann Dihanich, ex-futebolista austríaco.
- 1957 — John Kassir, ator e dublador estadunidense.
- 1958 — Alain Couriol, ex-futebolista francês.
- 1959 — Yakov Kreizberg, maestro russo (m. 2011).
- 1960
  - Joachim Winkelhock, ex-automobilista alemão.
  - B.D. Wong, ator estadunidense.
  - Ljube Boškoski, político macedônio.
- 1961 — Myriam Fox-Jerusalmi, ex-canoísta francesa.
- 1962
  - Debbie Googe, musicista inglesa.
  - Abel Antón, ex-fundista espanhol.
  - Roland Königshofer, ex-ciclista austríaco.
  - Stéphane Mallat, matemático francês.
- 1963
  - Giselle LaRonde, modelo trinitária.
  - José Ricardo Pérez, ex-futebolista colombiano.
- 1964
  - Frode Grodås, ex-futebolista norueguês.
  - Sidney Cipriano, cantor brasileiro (m. 2011).
- 1965
  - Mario van Baarle, ex-ciclista holandês.
  - Isabelle Berro-Amadeï, jurista monegasca.
- 1966
  - Roman Abramovich, empresário russo.
  - Vagner Mancini, ex-futebolista e treinador de futebol brasileiro.
  - Abdelmajid Bouyboud, ex-futebolista marroquino.
- 1967
  - Jacqueline McKenzie, atriz australiana.
  - Mounir Boukadida, ex-futebolista tunisiano.
- 1968
  - Donizete Pantera, ex-futebolista brasileiro.
  - Francesco Calzona, ex-futebolista e treinador de futebol italiano.
- 1969 — Adela Noriega, atriz mexicana.
- 1970
  - Fernanda Venturini, ex-voleibolista brasileira.
  - José Luis Calderón, ex-futebolista argentino.
  - Andrew Florent, tenista australiano (m. 2016).
  - Raúl Esparza, ator e cantor norte-americano.
- 1971
  - Caprice Bourret, atriz e modelo estadunidense.
  - Marco Zwyssig, ex-futebolista suíço.
- 1972
  - Jorcey Anísio, ex-goleiro brasileiro.
  - Iolanda Cintura, química e política moçambicana.
- 1973
  - Jackie McNamara, ex-futebolista e treinador de futebol britânico.
  - Vincent Candela, ex-futebolista francês.
  - Madlib, rapper canadense.
- 1974
  - César, ex-futebolista brasileiro.
  - Catherine Sutherland, atriz australiana.
  - Gábor Babos, ex-futebolista húngaro.
  - Alexandre Windsor, Conde de Ulster.
  - Gui Pádua, paraquedista brasileiro.
- 1975
  - Amy Bailey, atriz estadunidense.
  - Juan Pablo Ángel, ex-futebolista colombiano.
- 1976
  - Nuno Fazenda, político português.
  - Isabel Clark, snowboarder brasileira.
- 1977
  - Chris Flores, jornalista brasileira.
  - Iván Kaviedes, ex-futebolista equatoriano.
  - Marie-Hélène Prémont, ciclista canadense.
  - Michael Green, escritor e empresário norte-americano.
- 1978 — Carlos Edwards, ex-futebolista trinitário.
- 1979
  - Ben Gillies, baterista australiano.
  - Orlando, ex-futebolista português.
  - Nader Abdussalam Al Tarhouni, ex-futebolista líbio.
- 1980 — Matthew Amoah, ex-futebolista ganês.
- 1981
  - Tila Tequila, modelo, cantora e atriz estadunidense.
  - Fernando Leal, ex-futebolista brasileiro.
- 1982 — Fairuz Fauzy, automobilista malaio.
- 1983
  - Adrienne Bailon, atriz e cantora estadunidense.
  - Katie McGrath, atriz irlandesa.
- 1984
  - Kaela Kimura, cantora japonesa.
  - Antonio Ferreira, futebolista brasileiro.
  - Getulio Vaca Diez, ex-futebolista boliviano.
- 1985
  - Wayne Rooney, ex-futebolista e treinador de futebol britânico.
  - Agustina Córdova, atriz argentina.
  - Oscar Wendt, futebolista sueco.
  - Tim Pocock, ator australiano.
- 1986
  - John Ruddy, futebolista britânico.
  - Oliver Jackson-Cohen, ator britânico.
  - Anna Lapushchenkova, tenista russa.
  - Drake, rapper canadense.
  - Alejandro Donatti, futebolista argentino.
- 1987
  - Anthony Vanden Borre, ex-futebolista belga.
  - Aagje Vanwalleghem, ex-ginasta belga.
  - Charlie White, patinador artístico estadunidense.
- 1988
  - Eduardo Neto, futebolista brasileiro.
  - Emilia Fahlin, ciclista sueca.
  - Jaime Mata, futebolista espanhol.
- 1989
  - Eliza Taylor-Cotter, atriz australiana.
  - Anderson Conceição, futebolista brasileiro.
  - Shenae Grimes, atriz canadense.
  - Cristian Gamboa, futebolista costarriquenho.
  - David Castañeda, ator norte-americano.
  - Ognjen Vranješ, futebolista bósnio.
  - PewDiePie, youtuber sueco.
- 1990
  - İlkay Gündoğan, futebolista alemão.
  - Kirby Bliss Blanton, atriz e modelo norte-americana.
  - Danilo Petrucci, motociclista italiano.
  - Florian Niederlechner, futebolista alemão.
- 1991 — Kelvin Gastelum, lutador estadunidense de artes marciais mistas.
- 1992
  - Thelma Fardin, atriz argentina.
  - Nicolas Saint-Ruf, futebolista francês.
- 1993
  - Imoh Ezekiel, futebolista nigeriano.
  - Mariafe Artacho del Solar, jogadora de vôlei de praia australiana.
  - Nabil Jeffri, ex-automobilista malaio.
- 1994
  - Bruma, futebolista português.
  - Tereza Martincová, tenista tcheca.
  - Naomichi Ueda, futebolista japonês.
- 1995 — Ashton Sanders, ator estadunidense.
- 1996
  - Kyla Ross, ex-ginasta estadunidense.
  - Jaylen Brown, jogador de basquete norte-americano.
  - Océane Dodin, tenista francesa.
- 1997 — Edson Álvarez, futebolista mexicano.
- 1998 — Daya, cantora estadunidense.
- 2000 — Jhilmar Lora, futebolista peruano.

### Século XXI
- 2001
  - Igor Queiroz, lutador brasileiro.
  - Wang Zongyuan, saltador chinês.
- 2003 — Zeno Debast, futebolista belga.

## Mortes

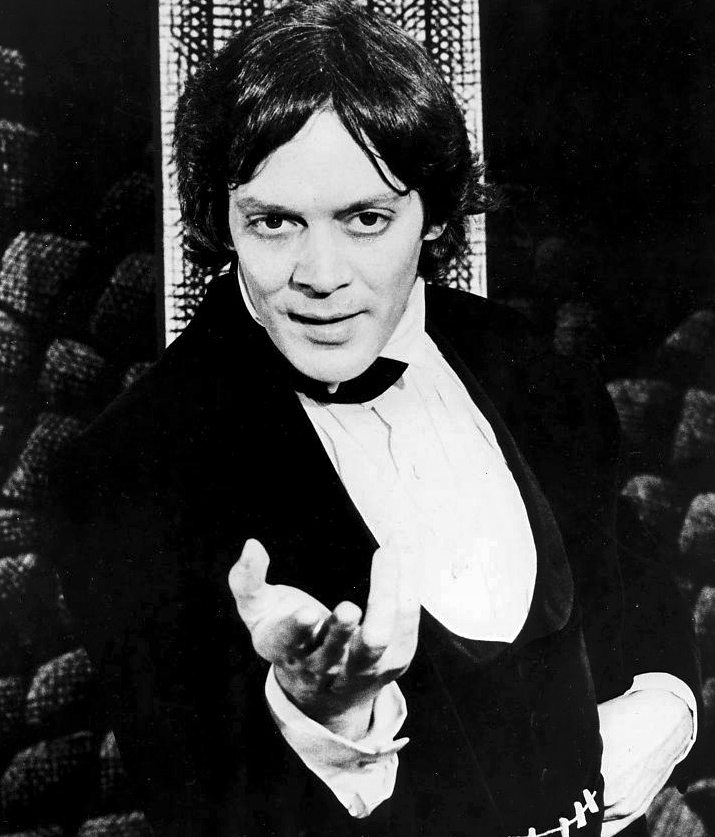
Raúl Juliá

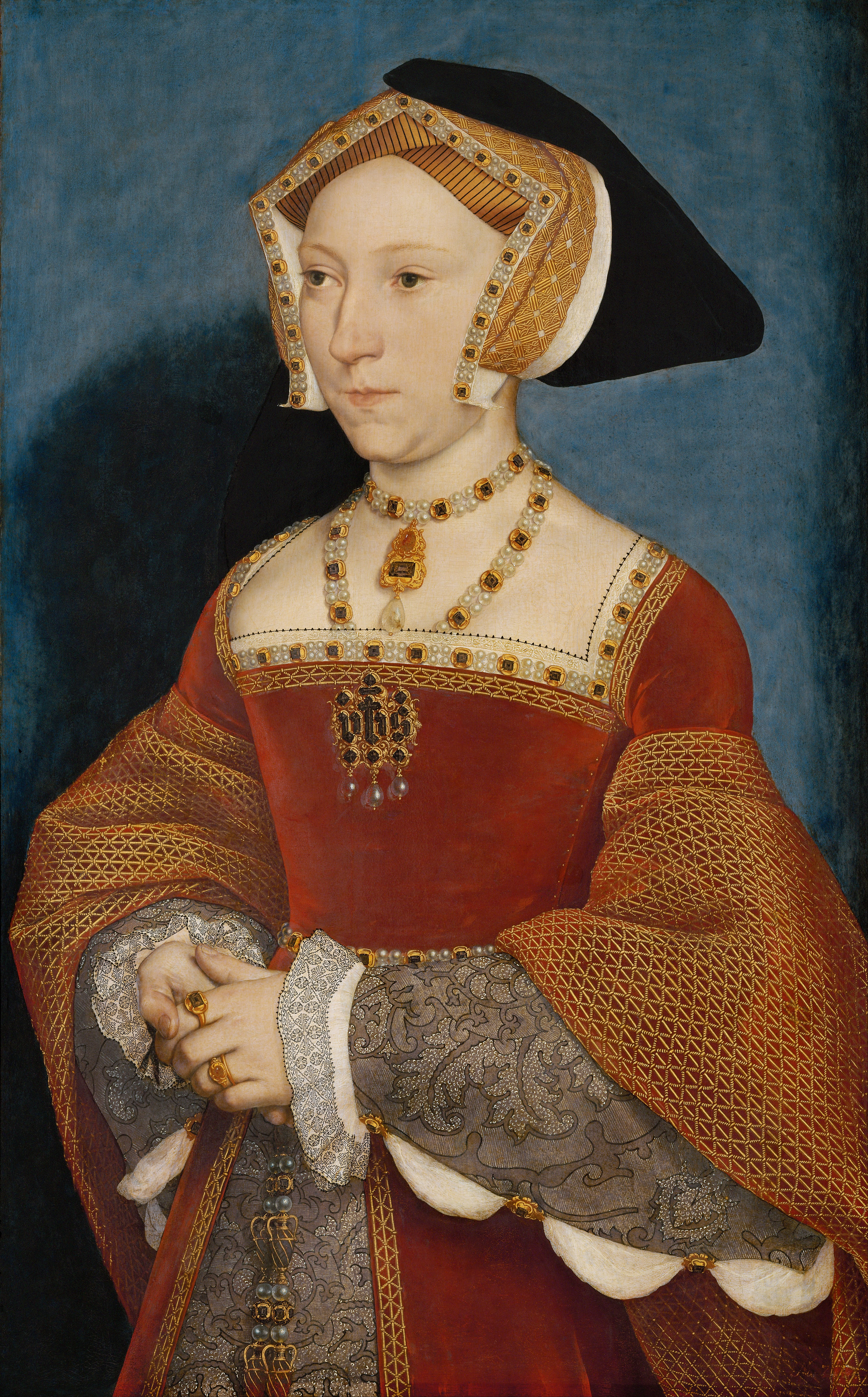
Joana Seymour

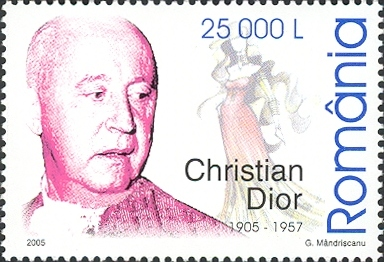
Christian Dior

### Anteriores ao século XIX
- 0996 — Hugo Capeto, rei dos Francos (n. 941).
- 1537 — Joana Seymour, nobre inglesa (n. 1508).
- 1601 — Tycho Brahe, astrônomo dinamarquês (n. 1546).
- 1655 — Pierre Gassendi, filósofo e matemático francês (n. 1592).
- 1260 — Cutuz, sultão do Egito
- 1725 — Alessandro Scarlatti, compositor italiano (n. 1660).
- 1375 — Valdemar IV da Dinamarca (n. c. 1320).

### Século XIX
- 1842 — Bernardo O'Higgins, militar e estadista chileno (n. 1778).
- 1865 — Paul Bogle, rebelde e mártir jamaicano (n. 1822).
- 1870 — Antônio Maria Claret, sacerdote católico espanhol (n. 1807).

### Século XX
- 1903 — Júlio de Castilhos, advogado e político brasileiro. (n. 1860).
- 1917 — William James Herschel, fisiologista britânico (n. 1833).
- 1918 — Charles Lecocq, compositor francês (n. 1832).
- 1923 — Boris Sidis, psicólogo estadunidense (n. 1867).
- 1929 — Amadeu Amaral, escritor brasileiro (n. 1875).
- 1957 — Christian Dior, estilista francês (n. 1905).
- 1959 — Dolores Duran, cantora, compositora e instrumentista brasileira (n. 1930).
- 1989 — Jerzy Kukuczka, montanhista polonês (n. 1948).
- 1991 — Gene Roddenberry, humanista, roteirista e produtor de televisão estadunidense (n. 1921).
- 1992 — Laurie Colwin, autora norte-americana (n. 1944).
- 1994 — Raúl Juliá, ator porto-riquenho (n. 1940).
- 1996
  - Gladwyn Jebb, político britânico (n. 1900).
  - Hyman Minsky, economista americano (n. 1919).
- 1997 — Don Messick, dublador americano (n. 1926).
- 1998 — Giuseppe Dordoni, atleta e campeão olímpico italiano (n. 1926).
- 1999 — Georges Gandil, canoísta francês (n. 1926).

### Século XXI
- 2002 — Hermán Gaviria, futebolista colombiano (n. 1969).
- 2005 — Rosa Parks, ativista estadunidense (n. 1913).
- 2014
  - Kim Anderzon, atriz sueca (n. 1943).
  - Marcia Strassman, cantora e atriz norte-americana (n. 1948).
- 2016 — Jorge Batlle, político uruguaio (n. 1927).
- 2019 — Walter Franco, cantor e compositor brasileiro (n. 1945).
- 2024
  - Maguila, pugilista brasileiro (n. 1958).
  - Anja Bittencourt, atriz brasileira (n. 1952).
  - João Rebello, ator mirim e DJ brasileiro (n. 1979).

## Feriados e eventos cíclicos

### Internacional
- Dia Mundial do Desenvolvimento
- Dia das Nações Unidas, ou Dia da ONU
- Dia Mundial de Combate à Poliomielite
- Dia Internacional das Missões

### Brasil
- Aniversário dos municípios brasileiros de Bragança Paulista, Goiânia, Itapira, Manaus e Patos

### Cristianismo
- Antônio Maria Claret
- Benigna Cardoso da Silva
- Luís Guanella
- Proclo de Constantinopla

## Outros calendários
- No calendário romano era o 9.º dia (IX) antes das calendas de novembro.
- No calendário litúrgico tem a letra dominical C para o dia da semana.
- No calendário gregoriano a epacta do dia é xxix.